# Pasaje de Drake
El pasaje de Drake, paso Drake o, en menor medida, mar de Hoces es el tramo de mar que separa América del Sur de la Antártida, entre el cabo de Hornos (Chile) y las islas Shetland del Sur (Antártida). Este paso marítimo, a veces calificado impropiamente como «estrecho», es la más meridional de las rutas de comunicación entre los océanos Pacífico y Atlántico. Por el sur forma parte del océano Austral y al este limita con el mar de Scotia. Su anchura va de los 800 a los 950 km y sus aguas son tradicionalmente consideradas por los navegantes como las más tormentosas del planeta.

## Denominación
El mar o paso que separa el continente americano del antártico fue conocido por primera vez por Francisco de Hoces, en 1526, arrastrado por una tormenta; sin embargo no pudo cruzarlo, regresando al estrecho de Magallanes. El nombre de Drake passage, o en español «pasaje o paso de Drake», es el que se utiliza en la cartografía internacional y tiene su origen en la cartografía de la marina británica, que conmemora la presencia en esas aguas del corsario inglés Francis Drake, quien, sesenta años después de los navegantes españoles, en 1578, mientras cruzaba el estrecho de Magallanes con su barco The Golden Hind, se vio arrastrado por un temporal hacia una masa de mar al sur a la que se adentró sin llegar a cruzar, retornando al estrecho de Magallanes, lo que demostró a Isabel I de Inglaterra que Tierra de Fuego no era un continente, como se creía hasta entonces en su país, sino una isla de regular tamaño. La cartografía oficial chilena lo denomina paso Drake y en Argentina se llama pasaje de Drake (si bien hubo un proyecto para renombrarlo como mar de Piedrabuena).
El nombre «mar de Hoces» se utiliza en España y, en menor medida, en otros países hispanohablantes, por ser el navegante español Francisco de Hoces quien lo descubrió y fue el primero en avistarlo en 1526 durante la expedición de García Jofre de Loaísa a las islas Molucas.

## Geografía

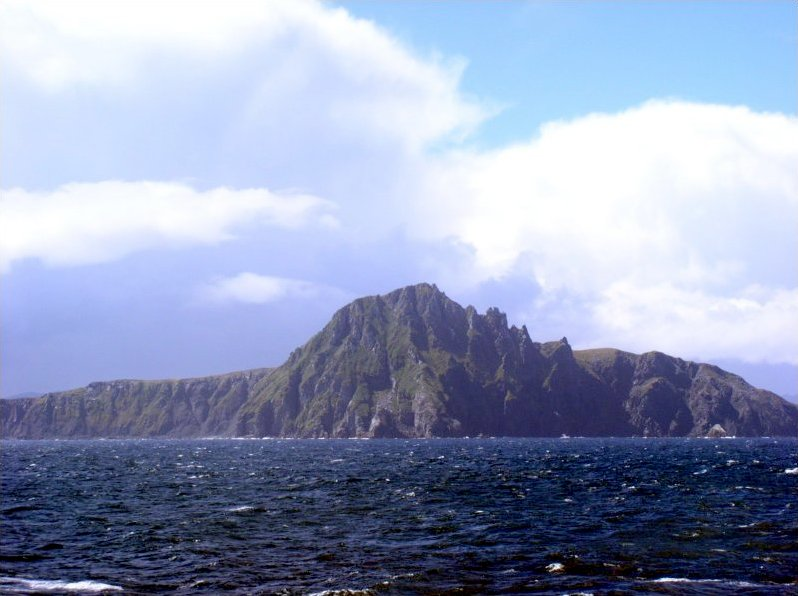
Desde el pasaje de Drake se observa su extremo norte: el cabo de Hornos, en Chile.

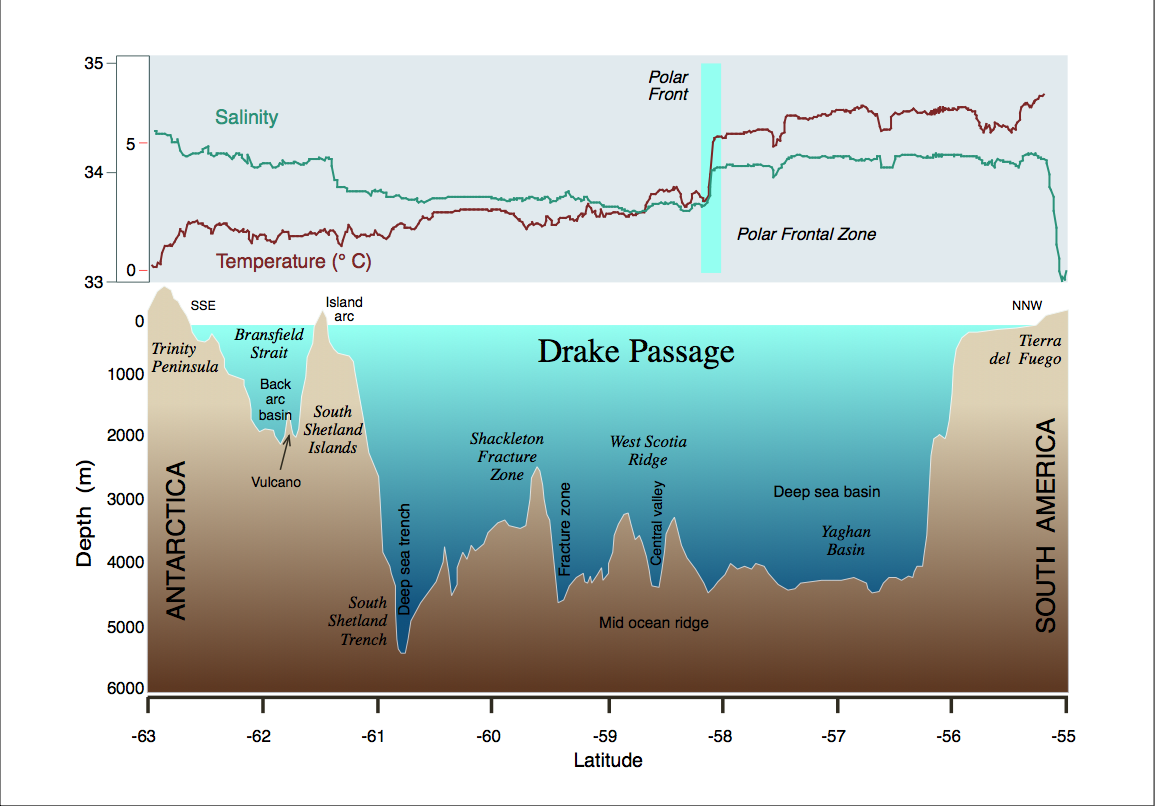
Salinidad, temperatura y profundidad a lo largo del pasaje de Drake.

El pasaje, localizado entre los 56° y (aproximadamente) los 60° de latitud sur, es el cruce más corto existente entre la Antártida y el resto de las tierras emergidas del planeta. El límite entre el Atlántico y el Pacífico es considerado, en ocasiones, como una línea entre el cabo de Hornos, Chile y las islas Shetland del Sur. También se señala como límite natural entre ambos océanos la curva formada por las Antillas del Sur, o Arco de Scotia, que penetra hacia el este. Aunque el límite convencional más recurrido es el meridiano del cabo de Hornos, hasta tocar el paralelo 60° Sur, donde para muchos países comienza el océano Antártico.
El paso es mar abierto, excepto por las pequeñas islas Diego Ramírez, de Chile, a unos cien kilómetros al suroeste del cabo de Hornos. No hay ninguna masa de tierra significativa alrededor del mundo en las latitudes del paso de Drake, lo que permite el libre desplazamiento de la corriente circumpolar antártica que lleva un enorme volumen de agua —alrededor de seiscientas veces el flujo del río Amazonas— a través del pasaje y alrededor de la Antártida.
Las aguas del paso son famosas por lo tormentosas, con olas de más de diez metros, no poco frecuentes.
Los barcos, durante el paso, suelen ser buenas plataformas para el avistamiento de ballenas, delfines y aves marinas, como el petrel gigante, otros petreles, albatros y pingüinos.
De acuerdo con estudios químicos de dientes de peces hallados en rocas sedimentarias oceánicas, el paso Drake estaba cerrado hasta hace unos 41 millones de años. Antes de que el paso se abriera, el Atlántico y el Pacífico estaban completamente separados y la Antártida carecía de capa de hielo. Al unirse los océanos la corriente circumpolar antártica comenzó a fluir, enfriando significativamente la Antártida.
A pesar de ser el principal nexo de unión entre el Pacífico y el Atlántico, debido el deshielo producido en los últimos años en el polo norte, se especula que aparecerá una vía mucho más segura y en muchos casos más rápida, el paso del Noroeste.

## Importancia en la oceanografía física

El paso de Drake (centro de la imagen) en relación con la circulación termohalina global.

La presencia del paso de Drake permite conectar las tres principales cuencas oceánicas (Atlántico, Pacífico e Índico) a través de la corriente circumpolar antártica, la corriente oceánica más fuerte, con un transporte estimado de 100-150 Sv (Sverdrups, millones de m3/s). Esta corriente es el único intercambio a gran escala que se produce entre los océanos mundiales, y el paso de Drake es el más estrecho en su flujo alrededor de la Antártida. Se han realizado numerosas investigaciones para comprender cómo la forma del paso de Drake (batimetría y anchura) afecta al clima mundial.

### Interacciones oceánicas y climáticas
Según los autores Toggweiler y Bjornsson "las principales características de los campos de temperatura y salinidad del océano moderno, incluida la asimetría térmica general entre los hemisferios, la salinidad relativa del agua profunda formada en el hemisferio norte y la existencia de una circulación transportadora transecuatorial, se desarrollan tras la apertura del paso de Drake.".

El gráfico muestra una media anual (2020) de la fuerza de la corriente superficial (de GODAS dataset), junto con líneas de flujo. Siguiendo las líneas de corriente, es fácil ver que la corriente no está cerrada en sí misma, sino que interactúa con las otras cuencas oceánicas, conectándolas. El pasaje de Drake desempeña un papel fundamental en este mecanismo.

La importancia de un pasaje de Drake abierto va mucho más allá de las latitudes del océano Austral. Los Rugientes Cuarentas y los Furiosos Cincuenta soplan alrededor de la Antártida e impulsan la Corriente Circumpolar Antártica. Como resultado del Transporte de Ekman, el agua es transportada hacia el norte desde la Corriente Circumpolar Antártica (en el lado izquierdo mientras se mira en la dirección de la corriente). Utilizando un enfoque lagrangiano, se pueden seguir los paquetes de agua que pasan por el pasaje de Drake en su viaje por los océanos. Alrededor de 23 Sv de agua son transportados desde el pasaje de Drake hasta el ecuador, principalmente en los océanos Atlántico y Pacífico. Para hacer una comparación directa, este valor no está lejos del transporte de la Corriente del Golfo en el Estrecho de Florida (33 Sv), pero es un orden de magnitud inferior al transporte de la Corriente Circumpolar Antártica (100-150 Sv). El agua transportada desde el océano Antártico al hemisferio norte contribuye al balance de masas global y permite la circulación meridional a través de los océanos.
Varios estudios relacionan la forma actual del pasaje de Drake con una Circulación Meridional de Vuelco del Atlántico (AMOC) efectiva. Se han utilizado modelos con diferentes anchuras y profundidades del pasaje de Drake, y se han analizado los consiguientes cambios en la circulación oceánica global y en la distribución de la temperatura. Parece que la "cinta transportadora" de la Circulación Termohalina global aparece sólo en presencia de un pasaje de Drake abierto, sujeto al forzamiento del viento. En particular, con un pasaje de Drake cerrado, no hay Célula de Aguas Profundas del Atlántico Norte, ni Corriente Circumpolar Antártica (obviamente, ya que la Antártida no está completamente rodeada de agua). Con un pasaje de Drake menos profundo, aparece una débil Corriente Circumpolar Antártica, pero sigue sin haber una célula de Aguas Profundas del Atlántico Norte.

El Pasaje de Drake influye en la temperatura global de la superficie y en la circulación atlántica. Con el Paso de Drake cerrado, no hay Corriente Circumpolar Antártica (ya que el océano Pacífico y el océano Atlántico no están conectados), no hay Célula de Aguas Profundas del Atlántico Norte, el hemisferio sur es más cálido y el hemisferio norte es más frío. Profundizando gradualmente el pasaje de Drake, aparece una Corriente Circumpolar Antártica más ligera, pero con una profundidad de 690 m sigue sin haber Aguas Profundas del Atlántico Norte, y el hemisferio norte sigue siendo más frío. Sólo con la forma actual (anchura y profundidad) del pasaje de Drake el hemisferio sur es lo suficientemente frío como para que aparezca la capa de hielo antártica, y la Circulación Atlántica es lo suficientemente fuerte como para que el hemisferio norte se caliente. (Adaptado de [Sijp and England, 2003])

También se ha demostrado que la distribución actual del carbono inorgánico disuelto en el océano sólo puede obtenerse con un pasaje de Drake abierto.
En resumen, no sólo el pasaje de Drake debe estar abierto para permitir que la Corriente Circumpolar Antártica fluya alrededor de la Antártida, sino que además la topografía de la corriente es la única que permite suficiente transporte desde el océano Austral para sostener una Masa de agua profunda del Atlántico Norte, permitiendo así una circulación termohalina suficientemente fuerte.
Para establecer una conexión con la temperatura global de la superficie, un pasaje de Drake abierto (y suficientemente profundo) enfría el océano Antártico y calienta las altas latitudes del hemisferio norte. De hecho, muchos investigadores atribuyen al aislamiento de la Antártida por la corriente circumpolar antártica (que sólo puede fluir con un pasaje de Drake abierto) la causa de la glaciación del continente y del enfriamiento global en la época del Eoceno.

### Turbulencia y mezcla
La mezcla diapical es el proceso por el cual se mezclan diferentes capas de un fluido estratificado. Afecta directamente a los gradientes verticales, por lo que es de gran importancia en todo tipo de transporte y circulación impulsados por gradientes (como la circulación termohalina). De forma simplificada, la mezcla impulsa la circulación termohalina global: sin mezcla interna, el agua más fría nunca estaría por encima del agua más caliente, y no habría circulación impulsada por la densidad (flotabilidad). Sin embargo, se cree que la mezcla en el interior de la mayor parte del océano es diez veces más débil de lo necesario para mantener la circulación global. Se ha planteado la hipótesis de que la mezcla adicional puede atribuirse a la rotura de Ondas internas (Onda de Lees). Cuando un fluido estratificado alcanza un obstáculo interno, se crea una ola que puede llegar a romperse, mezclando las capas del fluido. Se ha estimado que la difusividad diapical en el pasaje de Drake es ~20 veces el valor inmediatamente al oeste en el sector del Pacífico de la Corriente Circumpolar Antártica. Gran parte de la energía que se disipa a través de la rotura de las olas internas (alrededor del 20% de la energía eólica puesta en el océano) se disipa en el océano del sur.

En resumen, sin la topografía gruesa en las profundidades del pasaje de Drake, la mezcla interna oceánica sería más débil, y la circulación global se vería afectada.

La densidad (flotabilidad) impulsa una circulación interna sólo si la masa de agua más densa (más fría o más salada) se encuentra por encima de la menos densa (más caliente o menos salada). En ausencia de perturbaciones, el fluido adopta una forma estratificada. Si no se tienen en cuenta las diferencias de salinidad, la única causa posible de esta circulación son las diferencias verticales de temperatura. Sin embargo, el agua se calienta y se enfría al mismo nivel, es decir, en la superficie en el ecuador y en la superficie en los polos. La fuerza que empuja el agua más fría por encima del agua más caliente es la mezcla interna, que es más intensa en presencia de topografía accidentada, como en el pasaje de Drake.

### Importancia histórica en las observaciones oceanográficas
Desde la década de 1980 se dispone de mediciones por satélite de las propiedades oceánicas en todo el mundo. Antes de esa fecha, los datos sólo podían recopilarse a través de buques oceánicos que realizaban mediciones directas. La Corriente Circumpolar Antártica ha sido (y es) estudiada realizando repetidos transectos. Sudamérica y la Península Antártica limitan la Corriente Circumpolar Antártica en el Paso de Drake: la conveniencia de medir la Corriente Circumpolar Antártica a través del paso radica en los claros límites de la corriente en esa franja. Incluso tras la llegada de los datos de altimetría por satélite, las observaciones directas en el pasaje de Drake no han perdido su excepcionalidad. La relativa poca profundidad y estrechez del paso lo hacen especialmente adecuado para evaluar la validez de las magnitudes que cambian horizontalmente y verticalmente (como la velocidad en la teoría clásica de Ekman).
Además, la fuerza de la Corriente Circumpolar Antártica hace que los meandros y los pellizcos anillos ciclónicos de núcleo frío sean más fáciles de observar.

## Extensión

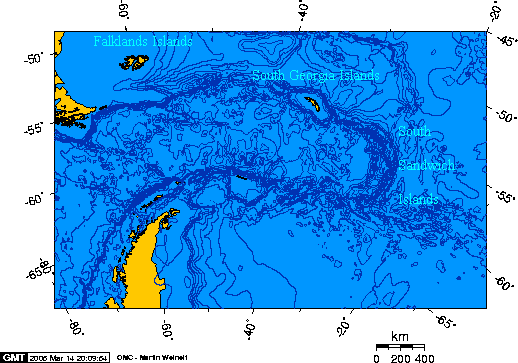
Mapa batimétrico del pasaje de Drake.

Generalmente se considera el pasaje de Drake como el triángulo marítimo con un vértice en el cabo de Hornos y los otros dos en las islas extremas del archipiélago de las Shetland del Sur, cerca de la costa septentrional de la Península Antártica. La Organización Hidrográfica Internacional ha previsto en el proyecto de la 4° edición de su publicación Limits of Oceans and Seas, comunicado por la circular C55 del 7 de noviembre de 2001, trasladar desde el cabo de Hornos a la isla Waterman, en el archipiélago de Tierra del Fuego, el punto extremo noroccidental del pasaje de Drake. La propuesta fue hecha por el Reino Unido y aceptada por Chile y Rusia. Este país había propuesto incluir al estrecho de Bransfield como parte del pasaje de Drake, pero luego aceptó retirar su propuesta. El proyecto no ha sido ratificado y a septiembre de 2012 se encontraba aún en proceso de revisión.

4. South Atlantic Ocean
 (...) 
 Location of the northwest corner of Drake Passage has been changed from Cabo de Hornos further west to Isla Waterman (55°25'S – 70°00'W), as proposed by the UK and agreed by Russia and Chile.
 (...)
 10.13 Drake Passage
 In the original proposal by Russia to define the limits, Bransfield Strait was included. Subsequent comments by the UK proposed it be excluded. In addition, a change to the location of the northwest corner from Cabo de Hornos further west to Isla Waterman (55°25'S – 70°00'W), proposed by the UK and agreed by Russia and Chile, has been included in the present description.
Comentarios del proyecto de la 4° edición de Limits of Oceans and Seas 

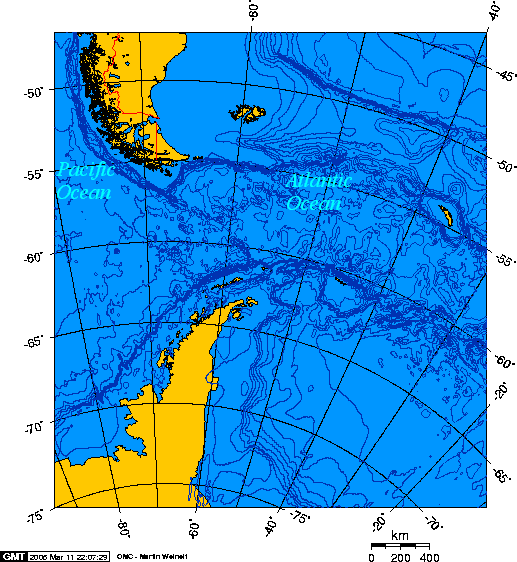
El pasaje de Drake.

De acuerdo a esta definición, el pasaje de Drake tiene los siguientes límites: desde la isla Waterman una línea recta hasta el cabo de Hornos, luego en línea recta hasta el cabo San Bartolomé en la isla de los Estados, recorriendo la costa austral de esta isla hasta el cabo San Juan. Desde este punto una línea recta hasta el cabo Lloyd de la isla Clarence, recorriendo la costa meridional de esta isla hasta la punta Craggy del cabo Bowles, desde donde sigue en línea recta hasta el promontorio Norte de la isla Rey Jorge. Continuando por la costa norte de esta isla y luego por la de las islas Nelson, Robert, Greenwich, Livingston, Rugged y Nevada, hasta alcanzar el cabo Smith en la isla Smith. Recorre la costa septentrional de esta isla hasta el cabo James, desde donde una línea recta alcanza la isla Waterman.
El ancho mínimo del pasaje de Drake, es decir, la longitud total de la línea imaginaria que une la punta más austral de la isla Hornos (el cabo de Hornos) con el sector terrestre más próximo de las islas Shetland del Sur es de 808,17 km.
Partiendo desde este cabo chileno, los primeros 47,6 km discurren sobre aguas jurisdiccionales de Chile (el 5,88 %). Continuando hacia la Antártida, la línea recorre durante 240,54 km por aguas jurisdiccionales de Argentina (29,76 %), hasta alcanzar aguas internacionales, las que recorre en los siguientes 209,16 km (25,88 %), para cruzar el paralelo 60° S, es decir, penetrar en aguas comprendidas en la zona bajo el Tratado Antártico, por las que transita los últimos 310,9 km (38,47 %) para, finalmente, tocar las primeras costas antárticas.

## Historia

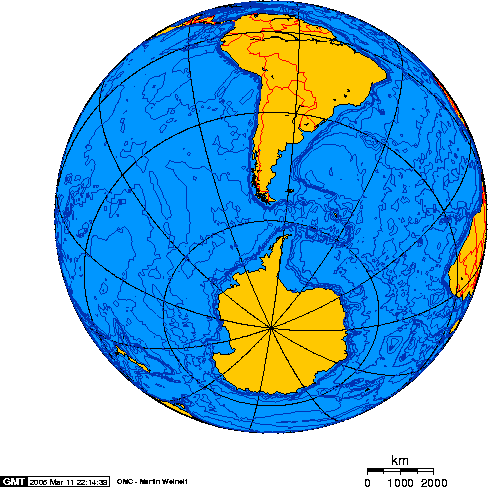
Proyección ortográfica hemisférica centrada en el pasaje de Drake.

El pasaje de Drake fue avistado en 1526 por los tripulantes de la carabela San Lesmes que formaba parte de la expedición española de García Jofre de Loaísa que se dirigía a las Molucas. El navío alcanzó la latitud de 55° Sur a finales de enero de 1526 al mando de Francisco de Hoces, luego de que una tormenta los apartara de la boca oriental del estrecho de Magallanes. Lograron reunirse de nuevo con la expedición y cruzar el estrecho.
En 1578 unos sesenta años después de los navegantes españoles el corsario Drake intento llevar a cabo un campaña para invadir las costas de América del sur zarpo de Inglaterra con cinco barcos y doscientos tripulantes, para terminar cruzando el estrecho de Magallanes con su barco The Golden Hind  y con otro dos barcos debido a motines, enfrentamientos con tehuelches y encontrar podridas las madera de un barco. Cuando cruzó el estrecho de Magallanes un fuerte temporal separó la flota, unos de los barcos regresó a Inglaterra por el estrecho de Magallanes creyendo que los otros barcos se hundieron, el segundo barco por la ferocidad de la tormenta terminó en el tramo de mar que hoy se conoce como «pasaje de Drake», siendo seguido por el barco de Drake, intentando mantenerse juntos para salir pero desapareció de la vista de este último y nunca más se supo de dicho barco, que se presume fue «tragado» por las olas y se hundió. Al ver esto Francis Drake decidió dar la vuelta para retomar la campaña saqueando la línea costera desde Chile hasta llegar a San Francisco y luego ir en dirección a las islas Molucas. Por las grandes pérdidas, dijo a sus cercanos que nadie podría pasar por ese mar y que quizás más allá de este habría un nuevo mundo o una isla a la que nadie habría visitado por lo peligroso del mar, esto se esparció como prueba de habría algo en el lugar.
Varias décadas más tarde, la expedición neerlandesa de Willem Schouten y Jacob Le Maire atravesó el pasaje de Drake el 29 de febrero de 1616 a bordo del barco Eendracht.
En siglo XVII James Cook exploró la zona, en parte por las historias de Francis Drake, historias griegas que llaman al lugar Terra australis, la expedición neerlandesa, y terminó advirtiendo que era tan peligrosa que no veía valor en arriesgar la vida para descubrir tierra alguna ni en usarla como un ruta marítima.[cita requerida]
Aunque el paso fue muy utilizado durante los dos siglos siguientes, su extremo austral —las islas Shetland del Sur— no fueron oficialmente descubiertas hasta el 19 de febrero de 1819 por el marino británico William Smith.
La jurisdicción sobre las aguas del norte del pasaje de Drake fue objeto de disputa entre Argentina y Chile hasta la firma del Tratado de paz y amistad de 1984, que adjudicó zonas económicas exclusivas para los dos países y fijó parte del límite en el meridiano del cabo de Hornos.
El 9 de diciembre de 2019 se produjo el accidente del Lockheed C-130 de la Fuerza Aérea de Chile, en el cual murieron 38 personas pertenecientes a la Fuerza Aérea de Chile, el ejército de Chile, la Universidad de Magallanes y una empresa privada.

## Teorías del límite natural entre los océanos Atlántico y Pacífico

Mapa que muestra la propuesta presentada por la tesis denominada «Delimitación natural entre los océanos Pacífico y Atlántico Sur por la zona de Fractura Shackleton».

Los investigadores Juan Ignacio Ipinza Mayor y Cedomir Marangunic Damianovic plantean la teoría científica en que la separación de los océanos Pacífico y Atlántico «se podría confirmar a partir de la denominada Zona de Fractura Shackleton [...] el límite se encuentra entonces al este del llamado Meridiano del cabo de Hornos».
Además anteriormente se postuló la teoría de delimitación natural entre los océanos Pacífico y Atlántico Sur por el arco de las Antillas Australes.

## Galería

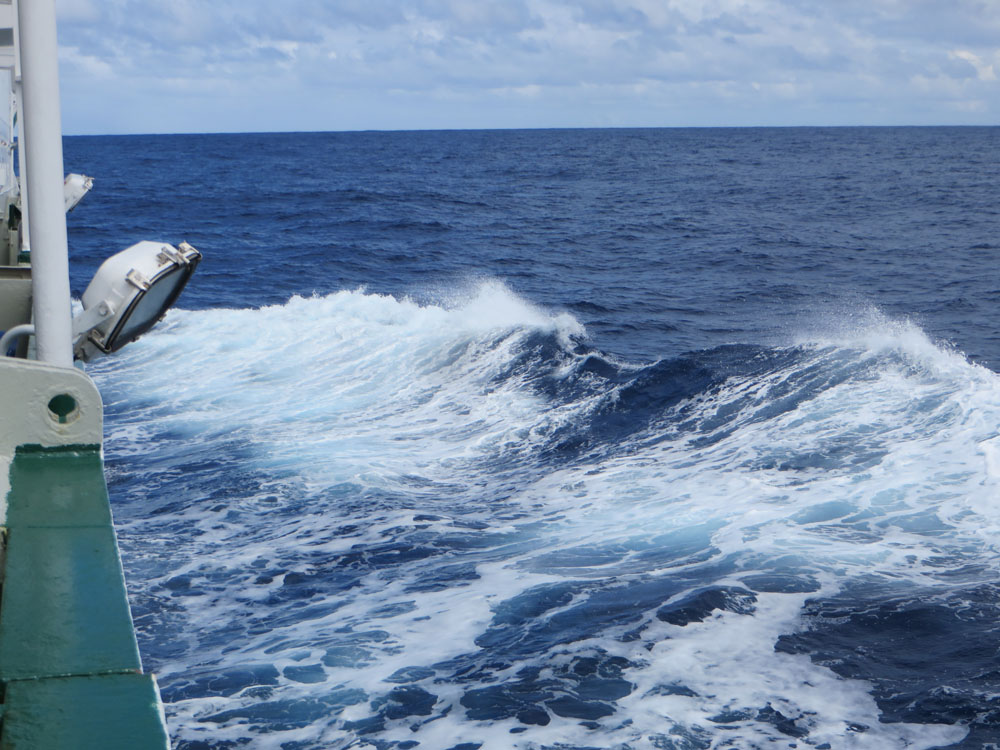
Los mares agitados son comunes en el pasaje de Drake
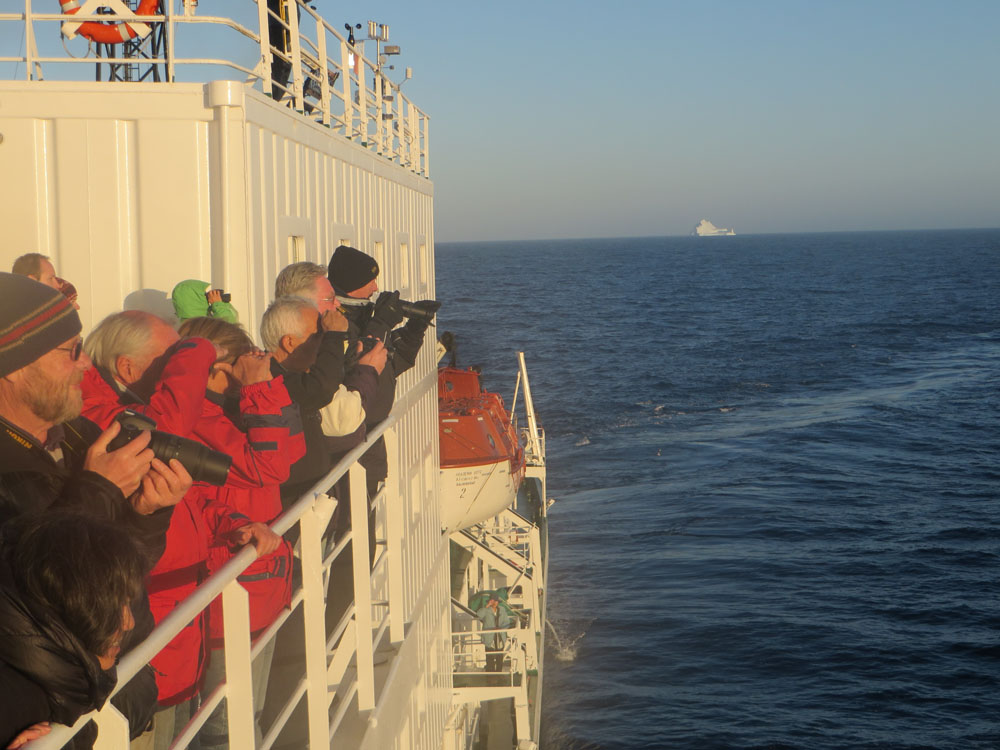
Turistas observan ballenas en el pasaje de Drake
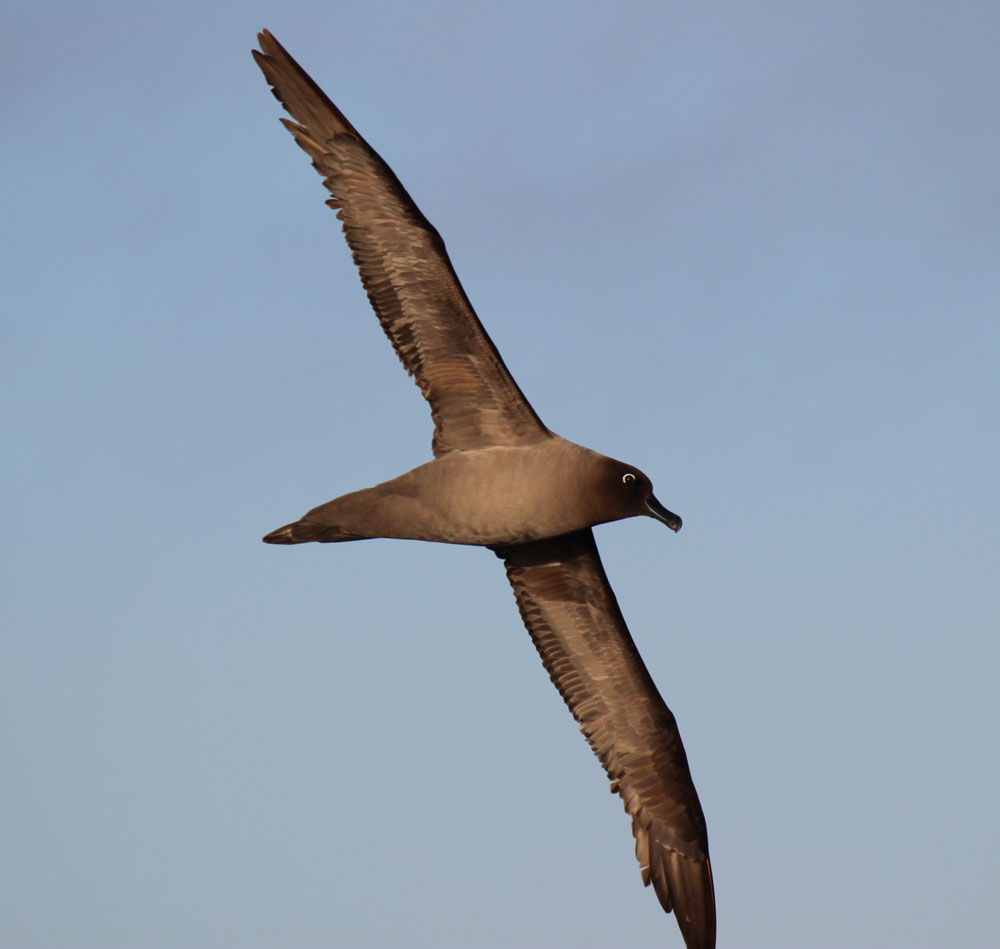
Pájaro marino (albatros de hollín de plumaje claro) volando sobre el pasaje de Drake
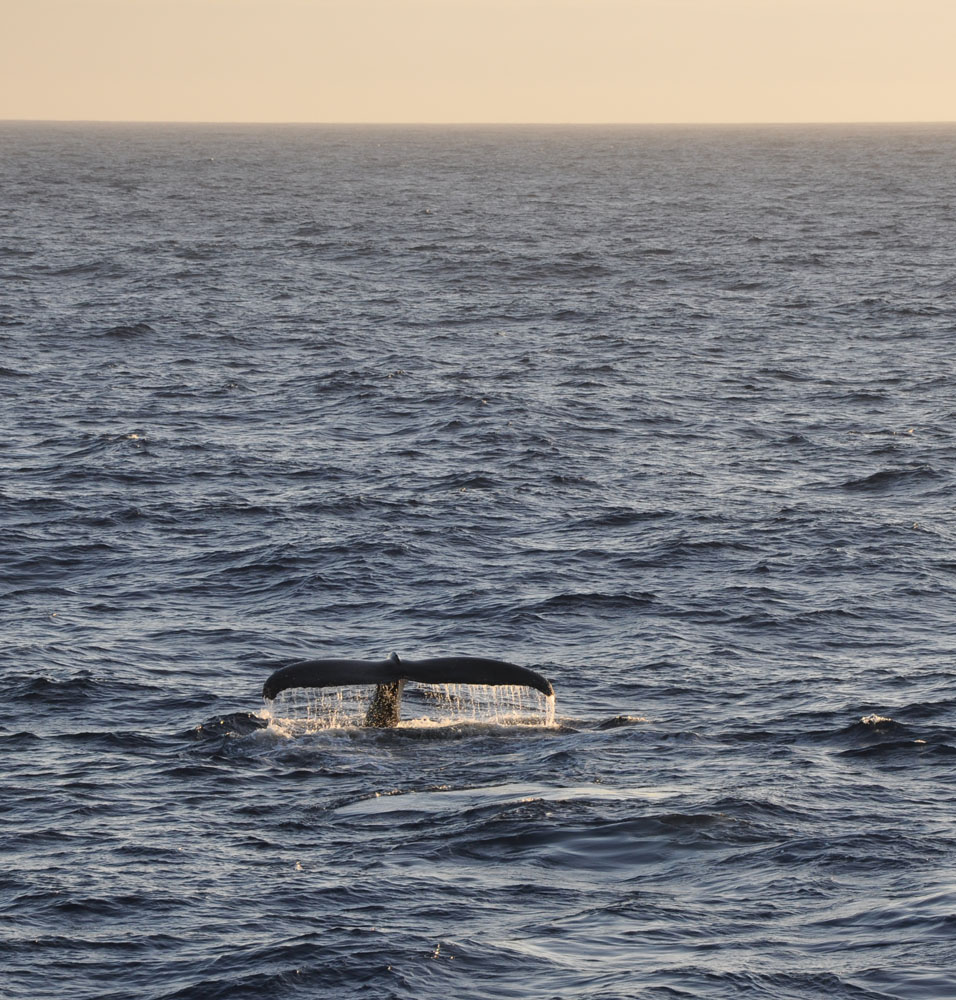
Las ballenas jorobadas son un espectáculo común en el pasaje de Drake
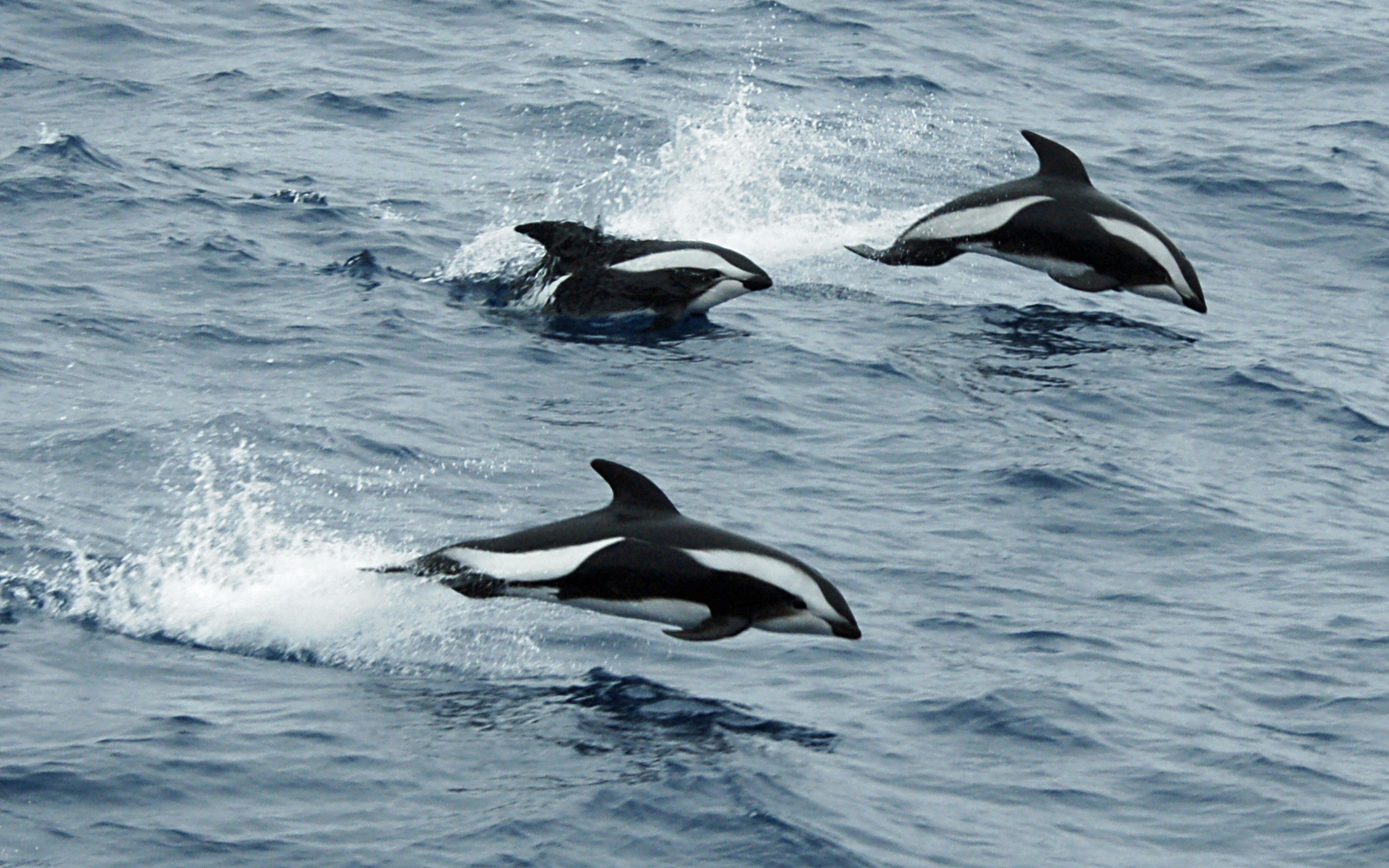
Delfines reloj de arena saltando en el pasaje de Drake